# Archibald Clavering Gunter

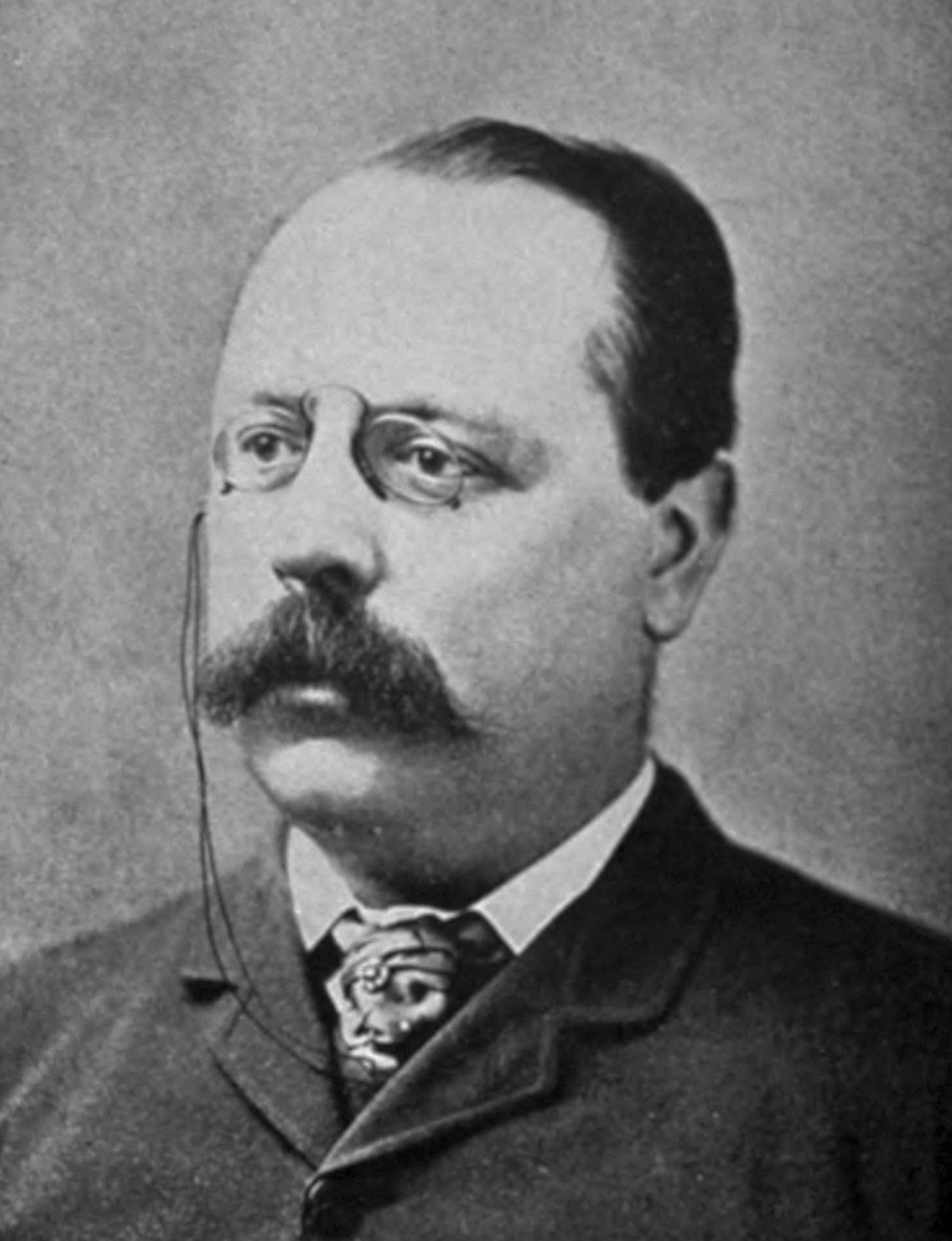
A. C. Gunter

Archibald Clavering Gunter (Liverpool, 25 ottobre 1847 – New York, 24 febbraio 1907) è stato uno scrittore inglese, ricordato soprattutto per aver scritto il romanzo A Florida Enchantment da cui venne tratto il film omonimo.

## Biografia
Romanziere, lavorò anche per il teatro. Alcune delle sue opere ebbero una trasposizione cinematografica.

## Filmografia
La filmografia è completa
- Mr. Barnes of New York, regia di Maurice Costello e Robert Gaillard - romanzo e lavoro teatrale (1914)
- A Florida Enchantment, regia di Sidney Drew - romanzo e lavoro teatrale (1914)
- The Man Behind the Door, regia di Wally Van - romanzo (1914)
- The Surprises of an Empty Hotel, regia di Theodore Marston - romanzo (1916)
- The Man of Mystery, regia di Frederick A. Thomson - romanzo (1917)
- Mr. Barnes of New York, regia di Victor Schertzinger - romanzo e lavoro teatrale (1922)
- Mr. Potter of Texas, regia di Leopold Wharton - romanzo (1922)
- My Official Wife, regia di Paul L. Stein - lavoro teatrale (1926)